# Wendy Barrie
Wendy Barrie (18 de abril de 1912 – 2 de febrero de 1978) fue una actriz teatral, cinematográfica y televisiva estadounidense de origen británico.

## Inicios
Su verdadero nombre era Marguerite Wendy Jenkins, y nació en Hong Kong, en el seno de una familia de nacionalidad británica. Su padre era un abogado de éxito, y ella estudió en escuelas de élite en Inglaterra y Suiza.
Siendo todavía adolescente, empezó a interesarse en hacer carrera como actriz, objetivo al cual ayudaba su pelo dorado y rojizo y sus ojos azules. Tras haber trabajado en un instituto de belleza y haber seguido un curso de secretariado, empezó su carrera como actriz en el teatro inglés en los años 1930. Adoptó el nombre artístico de Wendy Barrie, quizás en homenaje al escritor J.M. Barrie, que era su padrino, y en 1932 debutó en el cine con el film Threads.

## Carrera

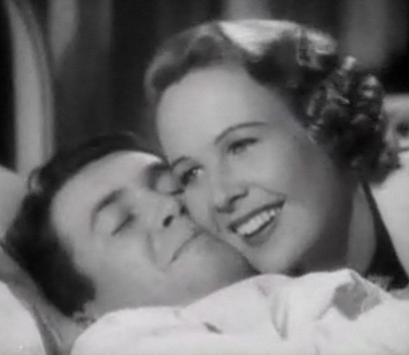
Con James Stewart en Speed (1936)

Barrie trabajó después en diferentes producciones cinematográficas de London Films Productions para los hermanos Alexander y Zoltan Korda, la más conocida de las cuales fue el film de 1933 La vida privada de Enrique VIII, protagonizada por Charles Laughton, Robert Donat, Merle Oberon, y Elsa Lanchester. Barrie interpretaba a Juana Seymour.
En 1934 actuó en Freedom of the Seas, y fue contratada por Fox Film Corporation para participar en una película dirigida por Scott Darling y rodada en el Reino Unido.  Al año siguiente se mudó a los Estados Unidos, rodando junto a Spencer Tracy su primera cinta en Hollywood, la producción de Fox It's a Small World, a la que siguió Under Your Spell, con Lawrence Tibbett. Cedida a MGM, Barrie actuó con James Stewart en el film de 1936 Speed. En 1939 protagonizó con Richard Greene y Basil Rathbone la cinta de 20th Century Fox The Hound of the Baskervilles, y con Lucille Ball la de RKO Pictures Five Came Back. En los primeros años 1940, Barrie hizo varias películas de las series de misterio de Simon Templar y The Falcon junto a George Sanders. Su última película la rodó en 1954.
Con la llegada de la televisión, Barrie empezó a aceptar papeles en dicho medio. Desde el 17 de noviembre de 1948 al 9 de febrero de 1949, Barrie presentó Picture This. En 1948 y 1949, actuó en el programa infantil de DuMont Television Network The Adventures of Oky Doky.
Sin embargo, se hizo sobre todo conocida por presentar uno de los primeros talk shows televisivos, The Wendy Barrie Show, que debutó en noviembre de 1948 con la ABC, siendo emitido posteriormente por DuMont y por la NBC, finalizando sus emisiones en septiembre de 1950. Más adelante continuó trabajando en televisión participando en panel shows. También actuó como artista invitada en programas de inicios de los años 1950, y fue portavoz de diferentes productos comerciales, siendo durante un tiempo la vendedora original de Revlon en The $64,000 Question. Barrie continuó después trabajando en emisiones televisivas localizadas en Nueva York, y a mediados de los años 1960 presentó un programa radiofónico de entrevistas.

## Fallecimiento
Barrie, que se había nacionalizado estadounidense en 1942, falleció en Englewood, Nueva Jersey, en 1978, tras un ictus que la dejó varios años debilitada. Tenía 65 años de edad. Fue enterrada en el Cementerio Kensico Cemetery de Valhalla, Nueva York.
Por su contribución a la industria cinematográfica, recibió una estrella en el Paseo de la Fama de Hollywood, en el 1708 de Vine Street.

## Filmografía

### Cine
| - The Callbox Mystery, de G.B. Samuelson (1932) - Collision, de G.B. Samuelson (1932) - Threads, de G.B. Samuelson (1932) - Where Is This Lady?, de Victor Hanbury y Ladislao Vajda (1932) - Wedding Rehearsal, de Alexander Korda (1932) - The Barton Mystery, de Henry Edwards (1932) - Cash, de Zoltan Korda (1933) - It's a Boy, de Tim Whelan (1933) - La vida privada de Enrique VIII, de Alexander Korda (1933) - The Acting Business, de John Daumery (1933) - The House of Trent, de Norman Walker (1933) - Murder at the Inn, de George King (1934) - The Man I Want, de Leslie S. Hiscott (1934) - Without You, de John Daumery (1934) - Freedom of the Seas, de Marcel Varnel (1934) - It's a Small World, de Irving Cummings (1935) - College Scandal, de Elliott Nugent (1935) - The Big Broadcast of 1936, de Norman Taurog (1935) - A Feather in Her Heat, de Alfred Santell (1935) - Millions in the Air, de Ray McCarey (1935) - There Goes Susie, de Victor Hanbury y John Stafford (1935) - Love on a Bet, de Leigh Jason (1936) - Speed, de Edwin L. Marin (1936) - Ticket to Paradise, de Aubrey Scotto (1936) - Give Her a Ring, de Arthur B. Woods (1936) - Under Your Spell, de Otto Preminger (1936) - Breezing Home, de Milton Carruth (1937) - Wings Over Honolulu, de H.C. Potter (1937) - What Price Vengeance, de Del Lord (1937) | - Dead End, de William Wyler (1937) - A Girl with Ideas, de S. Sylvan Simon (1937) - Prescription for Romance, de S. Sylvan Simon (1937) - I Am the Law, de Alexander Hall (1938) - Newsboys' Home, de Harold Young (1938) - Pacific Liner, de Lew Landers (1939) - The Saint Strikes Back, de John Farrow (1939) - The Hound of the Baskervilles, de Sidney Lanfield (1939) - Five Came Back, de John Farrow (1939) - The Witness Vanishes, de Otis Garrett (1939) - Day-Time Wife, de Gregory Ratoff (1939) - The Saint Takes Over, de Jack Hively (1940) - Women in War, de John H. Auer (1940) - Cross-Country Romance, de Frank Woodruff (1940) - Mens Against the Sky, de Leslie Goodwins (1940) - Who Killed Aunt Maggie?, de Arthur Lubin (1940) - The Saint in Palm Springs, de Jack Hively (1941) - Repent at Leisure, de Frank Woodruff (1941) - The Gay Falcon, de Irving Reis (1941) - Public Enemies, de Albert S. Rogell (1941) - A Date with the Falcon, de Irving Reis (1942) - Eyes of the Underworld, de Roy William Neill (1942) - Forever and a Day, de Edmund Goulding, Cedric Hardwicke, Frank Lloyd, Victor Saville, René Clair, Robert Stevenson, Herbert Wilcox (1943) - Follies Girl, de William Rowland (1943) - Submarine Alert, de Frank McDonald (1943) - La rubia fenómeno, de George Cukor (1954) |

### Televisión
| - The Adventures of Oky Doky (1948) – serie tv - The Wendy Barrie Show (1948) – serie tv - Actor's Studio (1949) - Starlight Theatre (1950) | - Stars in Khaki and Blue (1952) – serie tv - The Islanders (1961) - The Beachcomber (1962) |